# Prêmio Urey
O Prêmio Urey (em inglês:  Urey Award) é concedido anualmente pela European Association of Geochemistry (EAG) por contribuições excepcionais para a avanço da geoquímica ao longo de uma carreira. O prêmio homenageia Harold Clayton Urey.

## Laureados[1]
- 1990: Wallace Smith Broecker e Hans Oeschger
- 1995: Samuel Epstein, Robert N. Clayton e Hugh P. Taylor Jr.
- 1997: Geoffrey Eglinton e John Hayes
- 1998: Jean-Guy Schilling
- 1999: John M. Edmond
- 2000: Donald DePaolo
- 2001: Keith O'Nions
- 2002: Grenville Turner
- 2003: Nicholas Shackleton
- 2004: Harold C. Helgeson
- 2005: Alex Navrotsky
- 2006: Herbert Palme
- 2007: Henry Elderfield
- 2008: Pascal Richet
- 2009: François Morel
- 2010: Charles Langmuir
- 2011: Donald Canfield
- 2012: Alexander Halliday
- 2013: Igor Tolstikhin
- 2014: Edward Boyle
- 2015: Albrecht W. Hofmann
- 2016: Klaus Mezger